# Le Blanc (Indre)
Le Blanc je francouzská obec v departementu Indre v regionu Centre-Val de Loire. V roce 2009 zde žilo 6 946 obyvatel. Je centrem arrondissementu Le Blanc.